# Václav
Václav är ett tjeckiskt mansnamn. Václav är en kortform av Veceslav, som betyder "mer ära".

## Personer med namnet Václav
- Václav Bedrich, tjeckisk filmregissör
- Václav Erben, tjeckisk författare
- Václav Havel, tjeckisk politiker och tidigare president
- Václav Klaus, Tjeckiens president sedan 2003
- Václav Klement, grundare av biltillverkaren Škoda
- Václav Laurin, grundare av biltillverkaren Škoda
- Václav Prospal, tjeckisk ishockeyspelare
- Vaclav Vich, tjeckisk fotograf
- Václav Vorlíček, tjeckisk filmregissör